# Flamanska nacionalna unija
Flamanska nacionalna unija (niz.: Vlaamsch Nationaal Verbond, VNV) bila je flamanska nacionalistička stranka, aktivna u Belgijskoj politici od 1933. do kraja Drugog svjetskog rata. Osnivač joj je bio fašistički političar Staf de Clercq koji je u stranci imao status vodje - den Leider. Stranka je u Flandriji 1936. godine na izborima osvojila 13.6% glasova, a tri godine poslije 14.7%.  

## Nastanak
Glavna ideja VNV-a bilo je ujedinjenje flamanskih stranaka u jedinstveni pokret, nakon čega se zalagala za ujedinjenje svih govornika nizozemskoga jezika u jedinstvenu državu, zvanu Dietsland. Stranka je s vremenom prihvaćala autoritarne ideje i prerasla u fašistički pokret, unatoč tom što je obuhvaćala i demokratske elemente. 

## Dolazak Trećeg Reicha
Nakon dolaska Trećeg Reicha 1940. u Belgiju, de Clerq se priklonio njihovom pokretu. Adolf Hitler je, međutim, već odlučio da neće postaviti civilnu vladu u Belgiji (kao što je učinio u Nizozemskoj) nego je umjesto toga postavio vojnu vladu na čelu s Alexanderom von Falkhausenom, Wehrmacht-ovim generalom.  U takvoj situaciji su se članovi VNV-a morali dodatno truditi u suradnji s Nijemcima da postignu utjecaj u političkom životu. Nijemcima je takva situacija odgovarala, a čak su poduprli i osnivanje drugih grupa koje bi konkurirale VNV-u. Među njima su bili radničko udruženje DeVlag.  
De Clercq je umro u listopadu 1942., a naslijedio ga je Hendrik Elias, član umjerenije frakcije. Elias je nastavio surađivati s Nijemcima i pokušao pregovarati s vojnim vlastima kako bi spriječio formiranje civilne vlade sastavljene od nacionalsocijalista. Nije uspio, a Hitler je postavio novu vladu koja je proglasila pripajanje Flandrije Trećem Reichu 1944. Nakon sedam tjedana Belgija je zauzeta od strane Saveznika. Stranka je zabranjena nakon rata, a Elias je osuđen na zatvorsku kaznu.